# Jonathan Guinness, 3:e baron Moyne
Jonathan Bryan Guinness, 3:e baron Moyne, född 16 mars 1930, är en brittisk affärsman. Han är son till Bryan Guinness, 2:e baron Moyne (1905-1992) och Diana Mitford (1910- 2003). Modern var senare omgift med Oswald Mosley, den brittiske fascistledaren före och under andra världskriget. 
Lord Moyne blev känd i Sverige i samband med Trustorhärvan då han anklagades för att ha fungerat som målvakt, men friades från brottsmisstankar av tingsrätten.
Vid faderns bortgång 1992 blev Jonathan Guinness den tredje Lord Moyne. Titeln instiftades åt hans farfar Walter Guinness 1934.